# Ctenogobiops aurocingulus
Ctenogobiops aurocingulus là một loài cá biển thuộc chi Ctenogobiops trong họ Cá bống trắng. Loài cá này được mô tả lần đầu tiên vào năm 1935.

## Từ nguyên
Từ định danh aurocingulus được ghép bởi hai âm tiết trong tiếng Latinh: auro (“vàng”) và cingulus (biến thể của cingulum, “dây thắt lưng”), hàm ý đề cập đến ba hàng đốm/vạch ngắn từ gáy chéo xuống dưới về phía trước ở loài cá này.

## Phân bố và môi trường sống
Từ miền nam Nhật Bản, C. aurocingulus có phân bố trải dài về phía nam đến Úc và Nouvelle-Calédonie, về phía đông đến quần đảo Marshall và quần đảo Samoa, xa về phía tây đến Sri Lanka và Thái Lan; tuy nhiên, các loài Ctenogobiops vì khó xác định nên phân bố thực sự của chúng có thể cần xem xét lại trong tương lai.
C. aurocingulus sống trên nền đáy cát và đá vụn của đầm phá và rạn san hô, độ sâu khoảng 2–44 m.

## Mô tả
Chiều dài cơ thể lớn nhất được ghi nhận ở C. aurocingulus là 8 cm. Loài này có màu trắng/xám nhạt, ba hàng đốm nâu lớn cùng nhiều chấm nhỏ hơn khắp cơ thể. Đầu có các vạch chéo màu cam. Bụng và thân dưới ngay phía trên vây hậu môn có các vạch cam dọc. Phần trên của gốc vây ngực có đốm trắng, một đốm trắng lớn hơn ở sát gốc vây.
Số gai vây lưng: 7; Số tia vây lưng: 11; Số gai vây hậu môn: 1; Số tia vây hậu môn: 11; Số gai vây bụng: 1; Số tia vây bụng: 5.

## Sinh thái
C. aurocingulus sống cộng sinh với tôm gõ mõ Alpheus và sử dụng hang của tôm làm nơi trú ẩn.